# دهستان خیرآباد (خرامه)
دهستان خیرآباد، دهستانی در بخش مرکزی شهرستان خرامه، در استان فارس، ایران است. در سال ۱۳۹۸ این مرکز دهستان به شهر خیرآباد ارتقا یافته و مرکز دهستان به روستای آبشور انتقال یافت.
فعالیت اکثر مردم دهستان نیز کشاورزی و دامپروری و ساخت و استفاده از ادوات کشاورزی مانند کمباین و ادوات برداشت محصول و همچنین کامیون‌داری است.

## جمعیت
براساس سرشماری مرکز آمار ایران در سال ۱۳۹۵، جمعیت دهستان خیرآباد ۶۶۱۶ نفر (۱۹۴۳ خانوار) بوده‌است.

## روستاها
دهستان خیرآباد به مرکزیت روستای آبشور مشتمل بر روستاها، مزارع و مکان ها به شرح:
۱- سیف‌آباد ۲- گاوکان ۳- سلطان آباد ۴- صغاد ۵- نفجان ۶- منصورآباد ۷- قوام آباد ۸- کوه‌گری ۹- آبشور ۱۰- خیرآباد ۱۱- بست‌خیرآباد ۱۲- تنگ‌قیر ۱۳- احمدآباد کربال ۱۴- بید زرد ۱۵- تنگ مهدی‌ مطابق با نقشه و کروکی ۱.۲۵۰.۰۰۰ ضمیمه که ممهور به مهر هیأت وزیران است در تابعیت بخش مرکزی شهرستان خرامه ایجاد و تأسیس شد.